# WTA Finals 2015
WTA Finals 2015, známý také jako Turnaj mistryň 2015 či se jménem sponzora BNP Paribas WTA Finals 2015, představoval jeden ze dvou závěrečných tenisových turnajů ženské profesionální sezóny 2015 pro osm nejvýše postavených žen ve dvouhře a osm nejlepších párů ve čtyřhře na žebříčku WTA Race.
Turnaj se odehrával mezi 23. říjnem až 1. listopadem 2015, podruhé v singapurské aréně Singapore Indoor Stadium, v níž byl instalován tenisový dvorec s tvrdým povrchem. Celkové odměny činily 7 000 000 amerických dolarů, což znamenalo půlmiliónový meziroční nárůst.
Trojnásobnou obhájkyní titulu ve dvouhře byla americká světová jednička Serena Williamsová, která si účast zajistila již v červenci. Na počátku října, s jistotou prvního místa v závěrečné klasifikaci WTA, však předčasně ukončila sezónu a do Singapuru nepřicestovala. V deblové části trofej obhajovala zimbabwsko-indická dvojice Cara Blacková a Sania Mirzaová, jehož členky v sezóně 2015 nehrály společně.
Nejcennější titul dosavadní kariéry vybojovala Polka Agnieszka Radwańská, která jako první vítězka triumfovala na závěrečné události s pouze jednou výhrou v základní skupině. Premiérově do finále postoupily dvě tenistky, jež v základní fázi uhrály jediný vítězný zápas. Deblovou soutěž ovládl první světový pár složený ze Švýcarky Martiny Hingisové a Indky Sanie Mirzaové, která tak titul obhájila. Dominanci v sezóně potvrdily 22. vyhraným zápasem v řadě a devátou trofejí roku.

## Turnaj

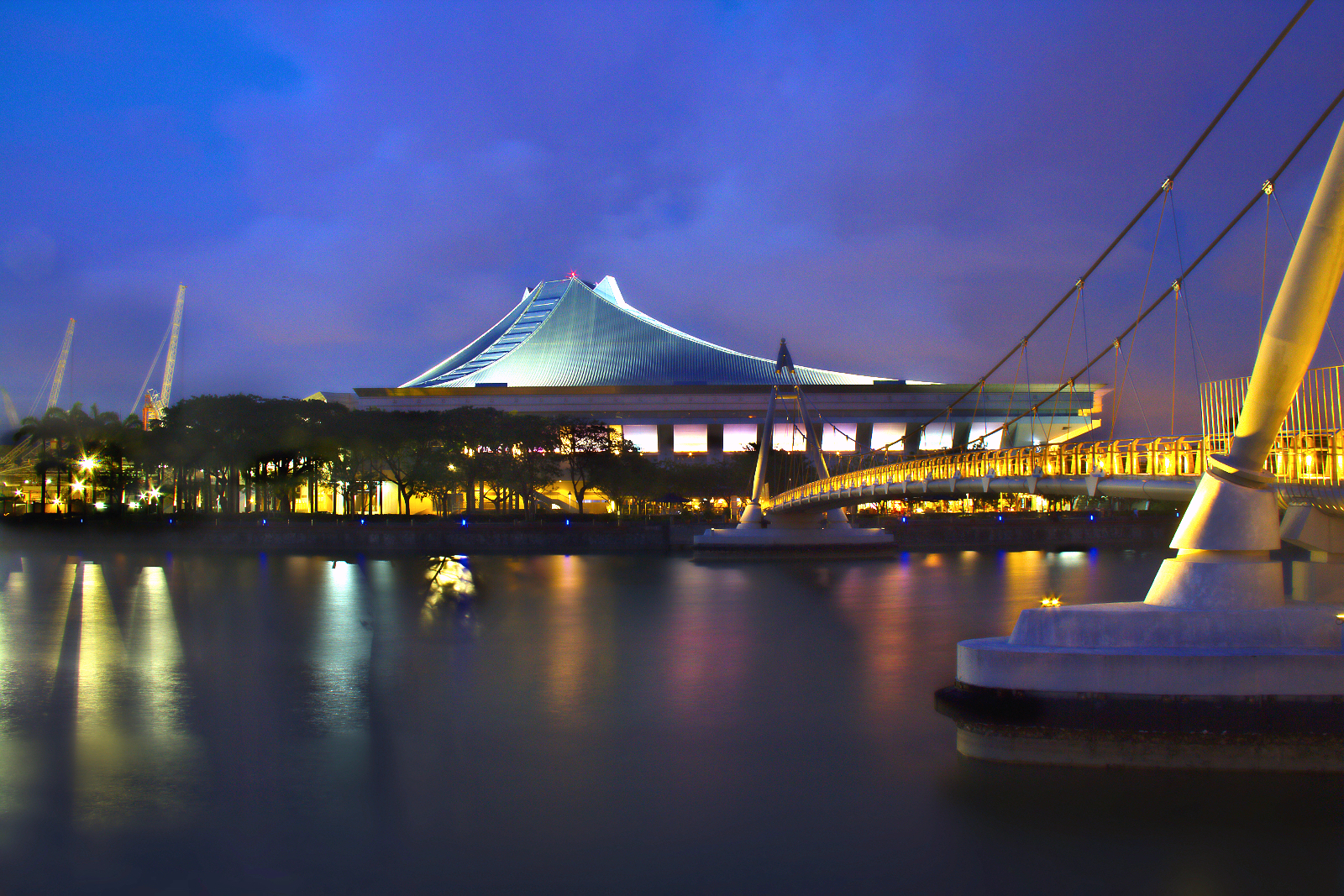
Aréna Singapore Indoor Stadium hostila závěrečnou událost tenistek podruhé

Podruhé v historii se turnaj konal v singapurské aréně Singapore Indoor Stadium, která jej hostila mezi 23. říjnem až 1. listopadem 2015. Představoval čtyřicátý pátý ročník ve dvouhře a jubilejní čtyřicátý ve čtyřhře. Událost organizovala Ženská tenisová asociace (WTA) jako součást okruhu WTA Tour 2015. Jednalo se o větší ze dvou závěrečných turnajů sezóny. Menším pak byl nově zřízený WTA Elite Trophy, hraný v následujícím týdnu po turnaji mistryň.
Singapur se stal historicky devátým dějištěm WTA Finals, od založení v roce 1972. Práva zakoupil minimálně na pět ročníků (2014–2018). Los dvouhry i čtyřhry proběhl 23. října v 20 hodin místního času.

### Formát
Soutěže dvouhry se účastnilo osm hráček, z nichž každá v úvodních čtyřech dnech odehrála tři vzájemné zápasy v jedné ze dvou čtyřčlenných základních skupin – červené a bílé. První dvě tenistky z každé skupiny postoupily do semifinále, které bylo hráno vyřazovacím systémem pavouka. První z bílé skupiny se utkala s druhou z červené skupiny a naopak. Vítězky semifinále se následně střetly ve finále o pohár Billie Jean Kingové.
Do soutěže čtyřhry nastoupilo osm párů. Její formát kopíroval singlovou část turnaje.

### Kvalifikační kritéria
Ve dvouhře byly žebříčkové body kumulovány ze šestnácti turnajů. Mezi ně se povinně započítávaly čtyři Grand Slamy, čtyři události Premier Mandatory a nejlepší výsledky ze dvou turnajů Premier 5.
Ve čtyřhře byly žebříčkové body kumulovány z jedenácti nejlepších výsledků páru jakýchkoli turnajů v sezóně. Nemusely se tak povinně započítávat Grand Slamy ani události kategorie Premier.

### Kritéria pořadí v základní skupině
Konečné pořadí v základní skupině se řídilo následujícími kritérii:
1. největší počet vyhraných utkání
2. největší počet odehraných utkání; nebo
3. pokud měly dvě hráčky stejný počet výher, pak rozhodovala jejich vzájemné utkání; pokud měly tři hráčky stejný počet výher, pak:

a) tenistka, která odehrála méně než tři utkání byla automaticky vyřazena a dále postoupila hráčka, jež vyhrála vzájemný zápas mezi dvěma zbývajícími; nebo
b) dalším kritériem bylo nejvyšší procento vyhraných setů; nebo
c) dalším kritériem bylo nejvyšší procento vyhraných her.

### Finanční odměny a body
Celkový rozpočet turnaje mistryň činil 7 000 000 dolarů.
| Fáze                                                   | Fáze                                                          | dvouhra                                                    | čtyřhra        | body     |
| ------------------------------------------------------ | ------------------------------------------------------------- | ---------------------------------------------------------- | -------------- | -------- |
| vítězky                                                | vítězky                                                       | ZS + 1 750 000 $                                           | ZS + 350 000 $ | ZS + 810 |
| finalistky                                             | finalistky                                                    | ZS + 590 000 $                                             | ZS + 110 000 $ | ZS + 360 |
| semifinalistky                                         | semifinalistky                                                | ZS + 40 000 $                                              | ZS + 7 500 $   | ZS       |
| za výhru v zákl. skupině                               | za výhru v zákl. skupině                                      | +153 000 $                                                 | + 25 000 $     | +230     |
| za prohru v zákl. skupině                              | za prohru v zákl. skupině                                     | —                                                          | —              | +70      |
| startovné                                              |                                                               |                                                            |                |          |
| hráčky / páru za                                       | 3 zápasy = 151 000 $ 2 zápasy = 130 000 $ 1 zápas = 110 000 $ | 3 zápasy = 75 000 $ 2 zápasy = 60 000 $ 1 zápas = 50 000 $ | —              |          |
| náhradnice za                                          | 2 zápasy = 109 000 $ 1 zápas = 89 000 $ 0 zápasů = 68 000 $   | 2 zápasy = 50 500 $ 1 zápas = 35 000 $ 0 zápasů = 25 000 $ | —              |          |
| ZS – celkové odměny či body získané v základní skupině |                                                               |                                                            |                |          |

## Ženská dvouhra

### Kvalifikované hráčky
| Pořadí                                           | hráčka                    | body  | tours | kvalifikována | předešlé účasti                                      |
| ------------------------------------------------ | ------------------------- | ----- | ----- | ------------- | ---------------------------------------------------- |
| —                                                | Serena Williamsová (USA)  | 9 945 | 14    | 6. července   | 2001, 2002, 2004, 2007, 2008, 2009, 2012, 2013, 2014 |
| 1.                                               | Simona Halepová (ROM)     | 5 790 | 17    | 3. září 2015  | 2014                                                 |
| 2.                                               | Maria Šarapovová (RUS)    | 4 322 | 16    | 10. září 2015 | 2004, 2005, 2006, 2007, 2011, 2012, 2014             |
| 3.                                               | Garbiñe Muguruzaová (ESP) | 4 511 | 19    | 8. října 2015 |                                                      |
| 4.                                               | Petra Kvitová (CZE)       | 3 491 | 18    | 14. října     | 2011, 2012, 2013, 2014                               |
| 5.                                               | Agnieszka Radwańská (POL) | 3 425 | 23    | 18. října     | 2008, 2009, 2011, 2012, 2013, 2014                   |
| 6.                                               | Angelique Kerberová (GER) | 3 400 | 24    | 21. října     | 2012, 2013                                           |
| 7.                                               | Flavia Pennettaová (ITA)  | 3 252 | 19    | 21. října     |                                                      |
| 8.                                               | Lucie Šafářová (CZE)      | 3 221 | 21    | 22. října     |                                                      |
| bílá skupina červená skupina odhlášení z turnaje |                           |       |       |               |                                                      |

### Přehled hráček
Jako první se na turnaj 6. července 2015 kvalifikovala Serena Williamsová. Prohlášení o odstoupení a neúčasti zveřejnila 2. října.

#### Serena Williamsová
Sezónu zahájila v týmu s Johnem Isnerem na exhibičním Hopmanově poháru, kde ve finále podlehli polské dvojici složené z Agnieszky Radwańské a Jerzyho Janowicze.

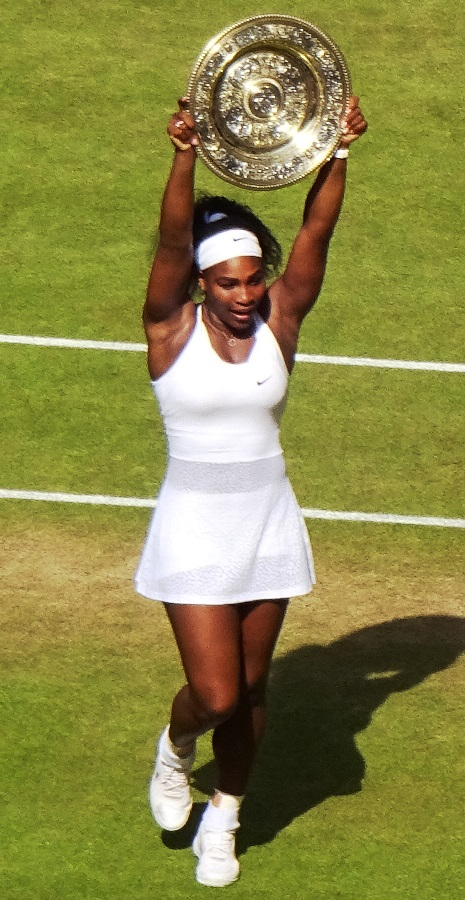
Williamsová vyhrála v sezóně tři grandslamy včetně šestého Wimbledonu

Na Australian Open přehrála v závěrečném zápasu Marii Šarapovovou a devatenáctý grandslamový titul znamenal posun na druhé místo otevřené éry. Poté ukončila 14letý bojkot Indian Wells Masters, ovšem pro kolenní problémy před semifinále odstoupila. Osmou trofej si odvezla z Miami Open po výhře nad Carlou Suárezovou Navarrovou a stala se čtvrtou tenistkou historie, která vyhrála jeden turnaj alespoň osmkrát. První ze tří porážek v roce přišla v semifinále Mutua Madrid Open od Petry Kvitové. Ve finále French Open zdolala Lucií Šafářovovu. Vítězstvím se zařadila po bok dvou hráček historie, které dokázaly každý ze čtyř Grand Slamů získat alespoň třikrát.
Pošesté zdvihla nad hlavu mísu Venus Rosewater, když ve finále Wimbledonu přehrála Garbiñe Muguruzaovou. Stala se první ženou historie, jež vybojovala šest titulů na třech grandslamech a první tenistkou od Steffi Grafové, která triumfovala na třech úvodních majorech sezóny. Podruhé v kariéře také dobyla nekalendářní grandslam, tj. vyhrála čtyři Grand Slamy za sebou ve dvou kalendářních letech. Na žebříčku WTA z 13. července dosáhla, jako první tenistka od jeho zavedení, v roli světové jedničky více než dvojnásobný počet bodů před druhou v pořadí. Na Canada Masters ji zaskočila teenagerka Belinda Bencicová, které podlehla v semifinále.
Pátý titul dovršila na Cincinnati Masters po výhře nad Simonou Halepovou. Na US Open nenašla v semifinálovém duelu recept na Italku Robertu Vinciovou, přestože získala úvodní set a v rozhodujícím měla k dobru brejk. Stanice ESPN to označila za jedno z největších vítězství v historii sportu. Tím byla přerušena její 33zápasová grandslamová neporazitelnost. Dne 1. října oznámila ukončení sezóny, aby mohla doléčit zranění a nabrat novou motivaci k tenisu.
Druhou účastnicí se po výhře ve druhém kole US Open stala 9. září 2015 Simona Halepová.

#### Simona Halepová
Rok otevřela titulem na čínském Shenzhen Open, když ve finále přehrála Timeu Bacsinszkou.

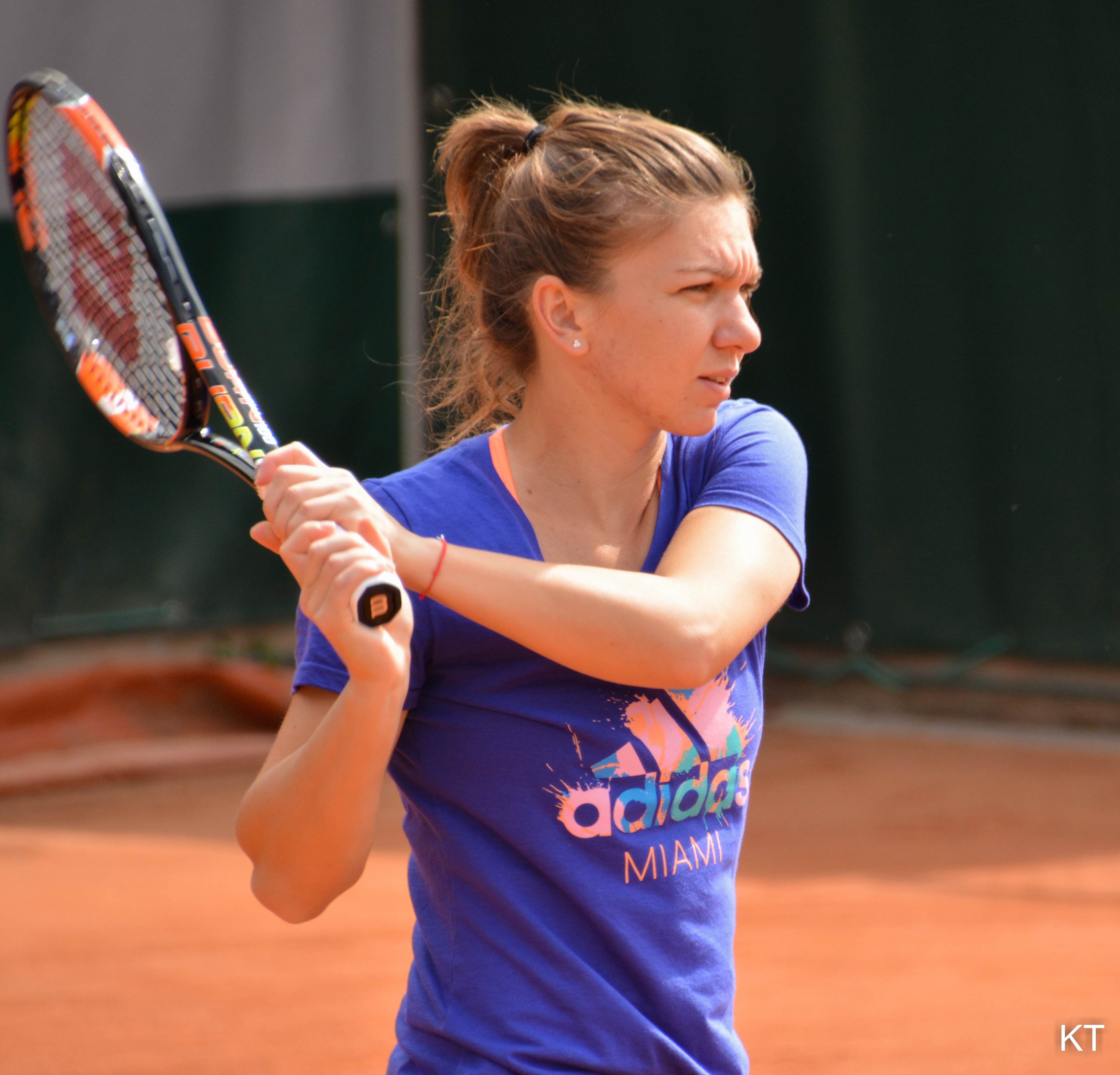
Halepová získala nejhodnotnější turnajový titul své dosavadní kariéry – Indian Wells Masters

Na Australian Open skončila ve čtvrtfinále po porážce od Jekatěriny Makarovové po dvousetovém průběhu. Druhou trofej v roce přidala na arabském Dubai Tennis Championships, kde si v závěrečném duelu poradila s Karolínou Plíškovou. Nejlépe ohodnocený titul dosavadní kariéry dosáhla na březnovém BNP Paribas Open v Indian Wells po vítězství nad Srbkou Jelenou Jankovićovou.
Pokles formy v antukové části provázel její účast na French Open, kde ve druhém kole nestačila na Mirjanu Lučićovou Baroniovou. Následovalo vyřazení v úvodním zápase Wimbledonu proti Slovence Janě Čepelové. Během letní US Open Series přišlo zlepšení, když si zahrála dvě navazující finále v Torontu a Cincinnati. První z nich skrečovala pro vyčerpání s Belindou Bencicovou a ve druhém nenašla recept na Serenu Williamsovou. Na newyorském US Open skončila v semifinále po prohře s Flaviou Pennettaovou. Bodový zisk jí zajistil druhou účast na Turnaji mistryň.
Třetí tenistkou s jistým startem se 10. září 2015 stala Maria Šarapovová.

#### Maria Šarapovová
Do sezóny vstoupila trofejí z Brisbane International, na němž v boji o titul porazila srbskou hráčku Anu Ivanovićovou. Australian Open znamenalo finálovou účast a v ní porážku od světové jedničky Sereny Williamsové.

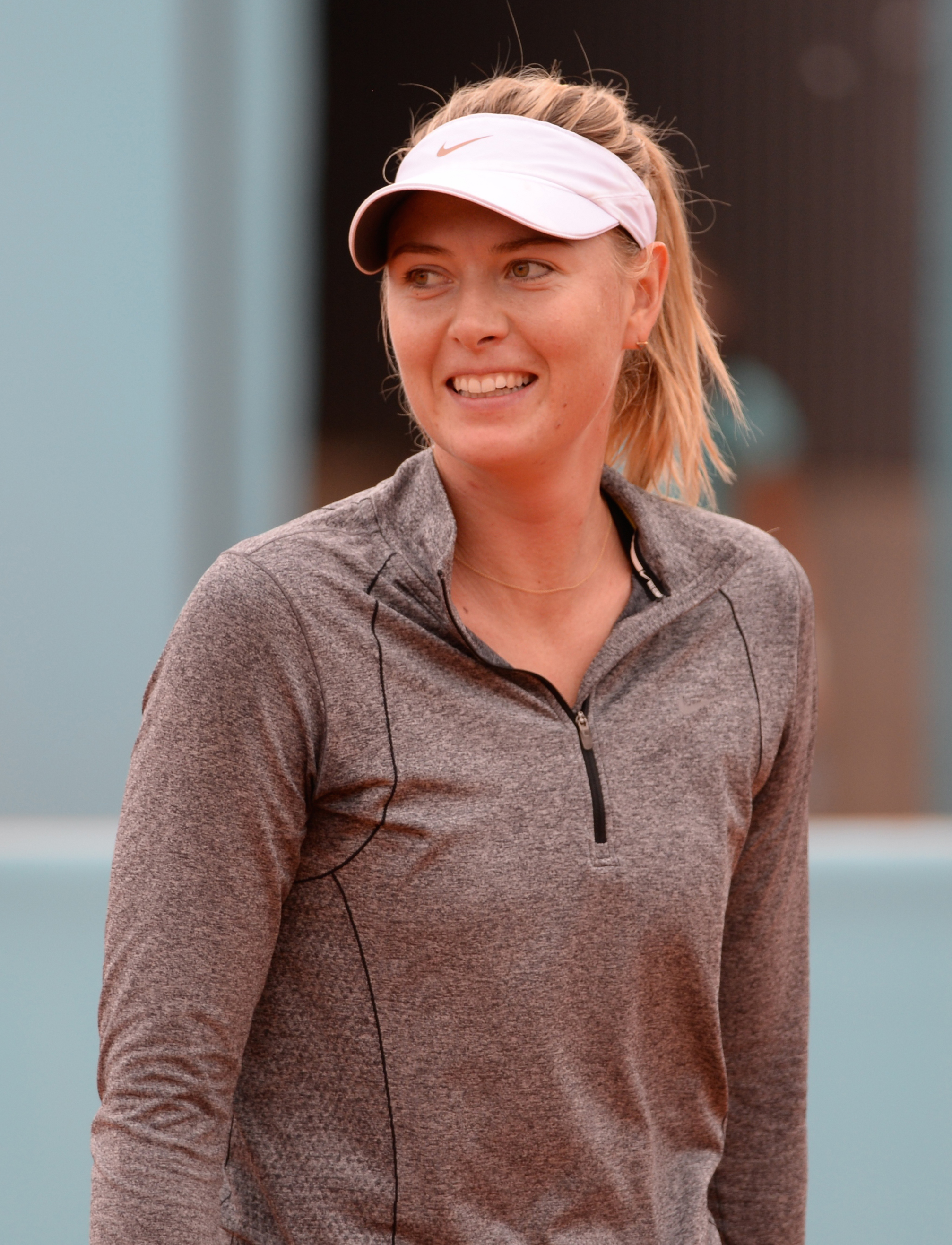
Šarapovová byla finalistkou Australian Open

Mezi šestnáctkou hráček skončila na Indian Wells Masters, když nenašla recept na Flavii Pennettaovou. Ve druhém kole Miami Open jí stopku vystavila Darja Gavrilovová. Také na antukovém Porsche Tennis Grand Prix dohrála ve svém úvodním zápase s Angelique Kerberovou. Porážka ukončila její sérii 64 antukových zápasů, v nichž vyhrála zápas vždy, když zvítězila i v úvodním setu. Během Madrid Open nenašla recept na Světlanu Kuzněcovovou. Zlepšení formy přišlo na Internazionali BNL d'Italia, kde ve finále zdolala Carlu Suárezovou Navarrovou.
V roli obhájkyně titulu na Roland Garros ji v osmifinálovém duelu zastavila Lucie Šafářová. Mezi poslední čtyřku hráček pronikla na wimbledonském pažitu, kde vypadla se Serenou Williamsovou. Celou letní US Open Series vynechala a na dvorce se vrátila až čínským Wuhan Open. Otevírací klání proti Barboře Strýcové však musela skrečovat pro natažení svalstva levého předloktí. Následně se odhlásila z povinného pekingského podniku China Open, aby se zotavila před již jistou účastí na Turnaji mistryň, kam zavítala poosmé.
Dosažením osmifinále na pekingském China Open se 8. října 2015 poprvé kvalifikovala Garbiñe Muguruzaová.

#### Garbiñe Muguruzaová
Do sezóny vstupovala mimo elitní dvacítku žebříčku a průlomový rok kariéry završila jako druhá nasazená a světová trojka na říjnovém Turnaji mistryň.

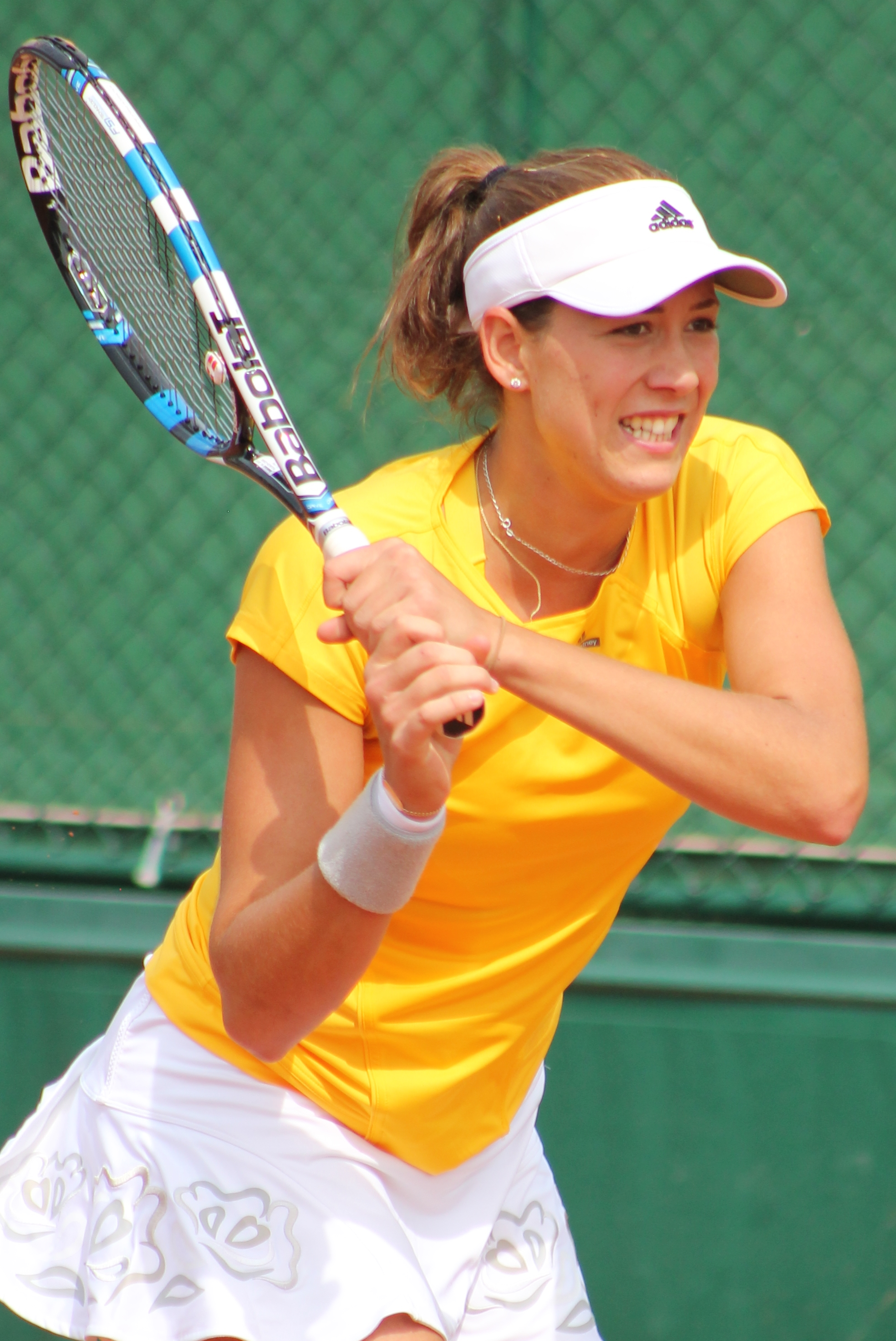
Muguruzaová si zahrála finále Wimbledonu

Z lednového Brisbane International odstoupila pro zranění hlezna. Na Apia International Sydney ji ve čtvrtfinále přehrála Němka Angelique Kerberová. Osmifinálovou účastí se rozloučila s Australian Open, kde vypadla se světovou jedničkou Serenou Williamsovou. Debutový postup do semifinále turnaje kategorie Premier 5 dosáhla na Dubai Tennis Championships. V zápase však podlehla Češce Karolíně Plíškové. Následovala šňůra porážek až do French Open, na němž se podruhé probojovala do čtvrtfinále majoru. Nad její síly však byla další česká reprezentantka Lucie Šafářová. Travnatý Wimbledon znamenal první start v grandslamovém finále, v němž nenašla recept na favorizovanou Američanku Serenu Williamsovou.
Pokles formy přišel během letní části, když nezvládla své úvodní zápasy na torontském Rogers Cupu, stejně jako na Cincinnati Masters. Následkem toho v srpnu ukončila dlouhodobou spolupráci s trenérem Alejem Mancisidorem, jehož vystřídal Sam Sumyk. Newyorský US Open přinesl vyřazení ve druhém kole od britské tenistky Johanny Kontaové. Kvalitnější výsledky se dostavily v asijské fázi roku, kde postoupila do finále Wuhan Open, v němž skrečovala bývalé světové jedničce Venus Williamsové pro poranění hlezna. Poté dosáhla na titul v nejkvalitněji hodnoceném turnaji dosavadní kariéry, když ovládla pekingský China Open z kategorie Premier Mandatory. V závěrečném utkání zdolala jednu ze soupeřek o účast na Turnaji mistryň Timeu Bacsinszkou.
Jistotu letenky do Singapuru získala 14. října 2015 pátá hráčka, Petra Kvitová.

#### Petra Kvitová
Sezónu rozehrála na šenčenském turnaji, kde byla v semifinále nad její sílyTimea Bacsinszká. První titul roku si připsala na Apia International Sydney po finálové výhře nad krajankou Karolínou Plíškovou. Australian Open znamenal vyřazení ve třetím kole od útočně hrající teenagerky Madison Keysové.

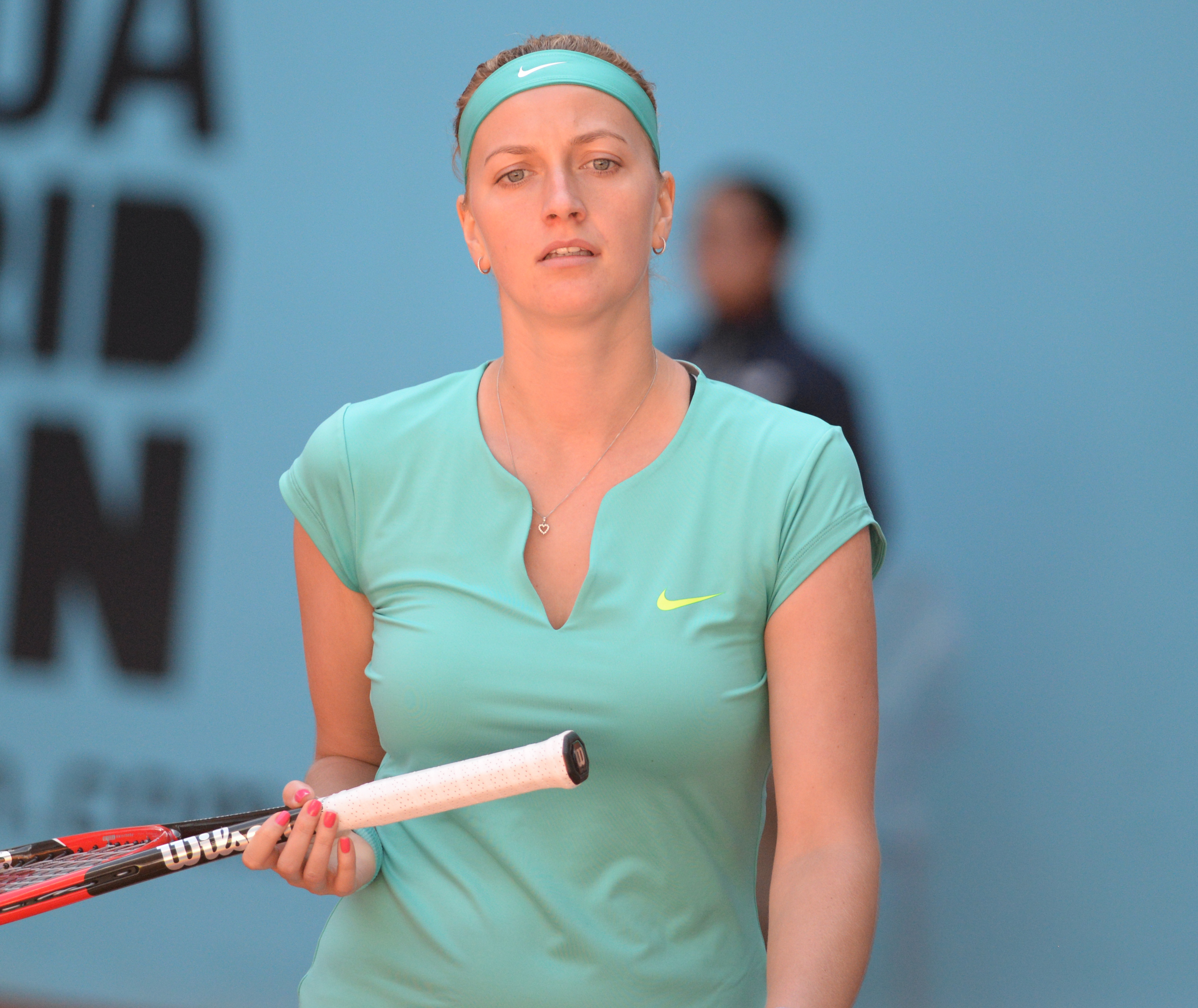
Kvitová podruhé vyhrála Mutua Madrid Open

Po čtvrtfinále Qatar Total Open přerušila na pět týdnů sezónu pro vyčerpanost. Až srpnové testy odhalily prodělanou mononukleózu. V polovině dubna se vrátila výhrami v semifinále Fed Cupu proti Francii. Druhou trofej získala na Mutua Madrid Open, kde jako první ze tří hráček oficiální profesionální sezóny porazila světovou jedničku Serenu Williamsovou. Závěrečný zápas pak zvládla hladce proti Světlaně Kuzněcovové. Ve čtvrtfinále Rome Masters potřetí v roce podlehla Carle Suárezové Navarrové. Roland Garros přineslo osmifinálové vyřazení z rakety Timey Bacsinszké. Jako jedna z hlavních favoritek Wimbledonu překvapivě skončila již ve třetím kole na raketě Jeleny Jankovićové, když prohospodařila vedení 6–3 a 4–2.
Severoamerickou tenisovou sezónu na betonech otevřela porážkou ve druhém kole Canada Masters od Bělorusky Viktorie Azarenkové. Ani na Cincinnati Masters nezvládla svůj úvodní zápas, když nenašla recept na Francouzku Caroline Garciaovou. Třetí titul ve čtyřech letech dobyla z newheavanského Connecticut Open, kde ve finále zdolala Lucii Šafářovou. Na US Open ji ve čtvrtfinálové fázi vystavila stopku pozdější šampionka Flavia Pennettaová, přestože získala první set a ve druhém měla k dobru prolomené podání Italky. V roli obhájkyně zavítala na Wuhan Open, kde ji ve třetím kole přehrála Roberta Vinciová. China Open přinesl prohru v úvodním zápase s třetí Italkou v řadě Sarou Erraniovou. Popáté v řadě se kvalifikovala na závěrečnou událost roku.
Po trofeji v Tchian-ťienu se na turnaj 22. října 2015 kvalifikovala šestá tenistka Agnieszka Radwańská.

#### Agnieszka Radwańská
Do nového roku vstoupila v družstvu s Jerzym Janowiczem na exhibičním Hopmanově poháru v Perthu, kde získala trofej. Ve finále si polští reprezentanti poradili s americkou dvojici složenou z  Johna Isnera a světové jedničky Sereny Williamsové, jíž porazila poprvé v kariéře.

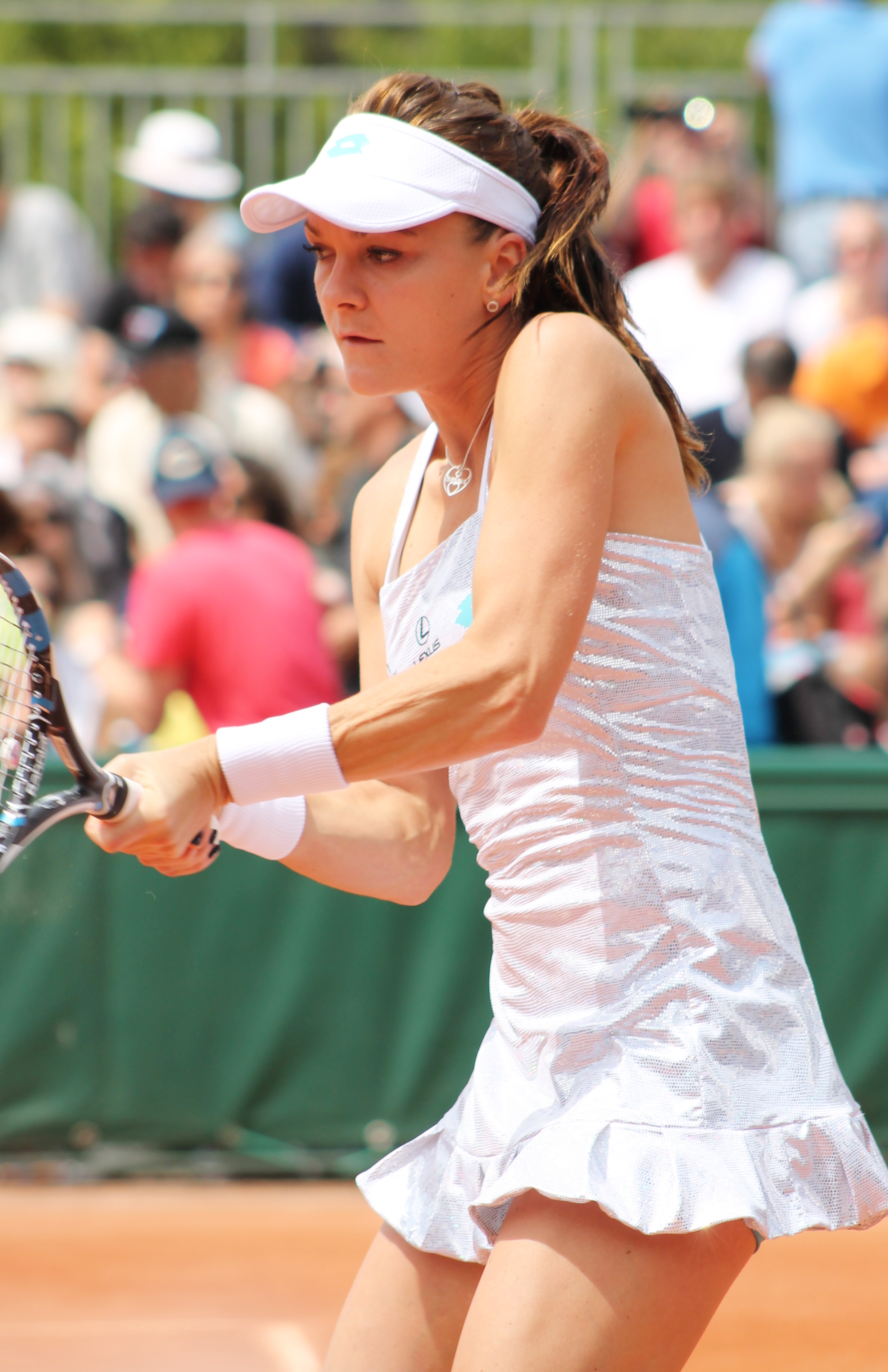
Radwańská triumfovala v Tokiu a Tchian-ťienu

Konečnou fází na Apia International Sydney se stalo druhé kolo, v němž prohrála s Garbiñe Muguruzaovou. V osmifinále Australian Open opustila grandslam po porážce od Venus Williamsové. Během březnového Indian Wells Masters skončila na raketě Heather Watsonové ve třetím kole. Do čtvrtého se podívala na navazujícím Miami Open, aby jí v něm stopku vystavila Carla Suárezová Navarrová. Mezi poslední čtveřicí hráček dohrála na Katowice Open s Italkou Camilou Giorgiovou. Po rychlém vyřazení na antukovém Porsche Tennis Grand Prix nepřešla třetí fázi Mutua Madrid Open, na němž podlehla Caroline Wozniacké. Poprvé od října 2011 tak vypadla z elitní desítky žebříčku WTA. Pokles formy pokračoval v průběhu French Open, kde ji v úvodním duelu zdolala Němka Annika Becková. Na travnatém AEGON Open Nottingham ukončila její cestu pavoukem v semifinále Monica Niculescuová. Premiérové finálové střetnutí sezóny pak odehrála na AEGON International, v němž nepřekonala švýcarskou hráčku Belindu Bencicovou. Ta ji uštědřila v rozhodující sadě „kanára“. Wimbledon přinesl její třetí semifinálovou účast za předešlé čtyři roky. V utkání však nenalezla recept na Španělku Garbiñe Muguruzaovou. Bodový zisk ji přesto posunul zpět do první světové desítky.
Letní americká série znamenala čtvrtfinálové porážky na Bank of the West Classic s Angelique Kerberovou, a také během Rogers Cupu od Simony Halepové. Vzhledem k časnému vypadnutí na Cinncinati Masters se rozhodla přijet i na navazující Connecticut Open. Mezi poslední osmičkou hráček ji zastavila Petra Kvitová. Ve třetí fázi US Open pak skončila na raketě Američanky Madison Keysové. Na tokijském Toray Pan Pacific Open vybojovala premiérový titul v roce po finálovém vítězství nad Belindou Bencicovou, čímž jí oplatila červnovou porážku z trávy. O třicet šest hodin později nastoupila k zápasu na Wuhan Open, z něhož odešla potřetí v sezóně poražena od Venus Williamsové.   China Open znamenal konec v semifinále porážkou od Garbiñe Muguruzaové. Až druhá trofej v sezóně z Tianjin Open, kde přehrála Černohorku Danku Kovinićovou, přinesla jistotu startu na turnaji mistryň, kam postoupila popátě za sebou.
Šestou a sedmou vstupenku na singapurskou událost obdržely 21. října 2015 Angelique Kerberová a Flavia Pennettaová.

#### Angelique Kerberová

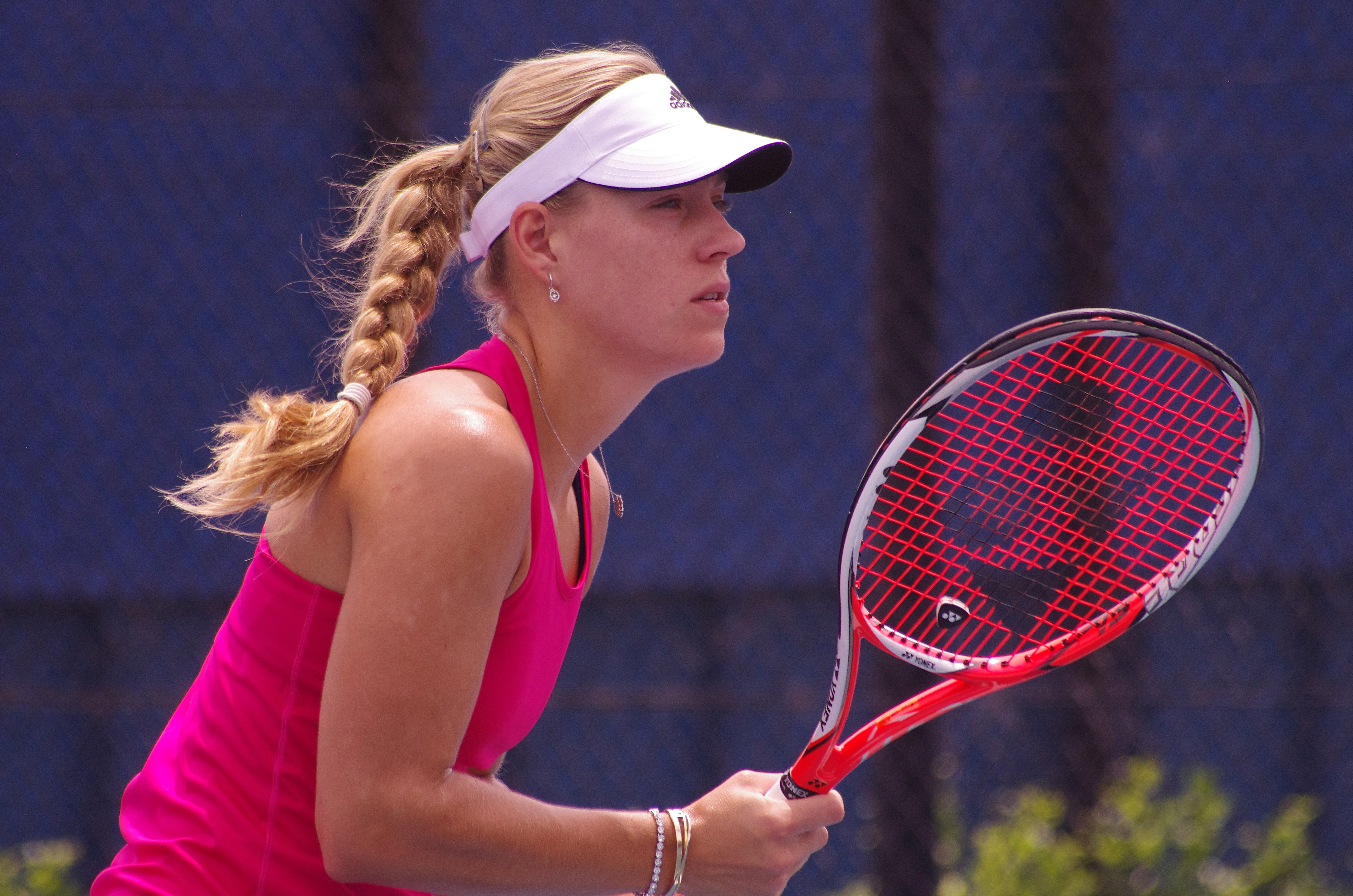
Kerberová vyhrála čtyři tituly, včetně stuttgartské trofeje

Na úvod sezóny prohrála ve čtvrtfinále Brisbane International s ukrajinskou hráčkou Elinou Svitolinovou. Navazující Apia International Sydney znamenal semifinálovou porážku od Karolíny Plíškové. Poprvé od Wimbledonu 2011 pak vypadla v úvodním kole grandslamu, když v melbournském Australian Open nestačila na Rumunku Irinu-Camelii Beguovou. Arabský Dubai Tennis Championships přinesl účast ve třetím kole, v němž podlehla Italky Flavie Pennettaové. Na dvou velkých amerických turnajích, Indian Wells Masters a Miami Open, vyhrála jediný zápas. Na prvním z nich skončila na raketě Sloane Stephensové. Ve druhém případu ji zastavila Světlana Kuzněcovová. Na Family Circle Cupu, probíhajícím na zelené antuce, se probojovala do svého prvního finále v roce, které proti Madison Keysové vyhrála. Porsche Tennis Grand Prix přinesl další finálovou účast a triumf po výhře nad Caroline Wozniackou.
Časná vyřazení přišla na Mutua Madrid Open i na Italian Open. Ze semifinále odstoupila během Nürnberger Versicherungscupu a ve třetí fázi vypadla na French Open s Garbiñe Muguruzaovou. Další trofej dosáhla na AEGON Classic po finálovém vítězství s Karolínou Plíškovou. Wimbledon přinesl vyřazení ve třetím kole s Muguruzaovou. Čtvrtý titul roku dobyla na Bank of the West Classic opět po výhře nad Plíškovou. Po nevýrazných výsledcích na Canada Masters a Cincinnati Masters opustila US Open ve třetím kole po nezvládnutém zápasu s Azarenkovou. Do semifinále dospěla na Wuhan Open, kde ji stopku vystavila Muguruzaová a na raketě Agnieszky Radwańské skončila ve čtvrtfinále China Open. Jako poražená finalistka odjížděla z Hong Kong Open, kyž nenašla recept na Srbku Jelenu Jankovićovou.

#### Flavia Pennettaová
Do sezóny vstoupila v družstvu s Fabiem Fogninim na exhibičním Hopmanově poháru v Perthu, kde po třech porážkách skončily na posledním čtvrtém místě základní skupiny. Její účinkování na Australian Open ukončila v úvodním kole krajanka Camila Giorgiová. 

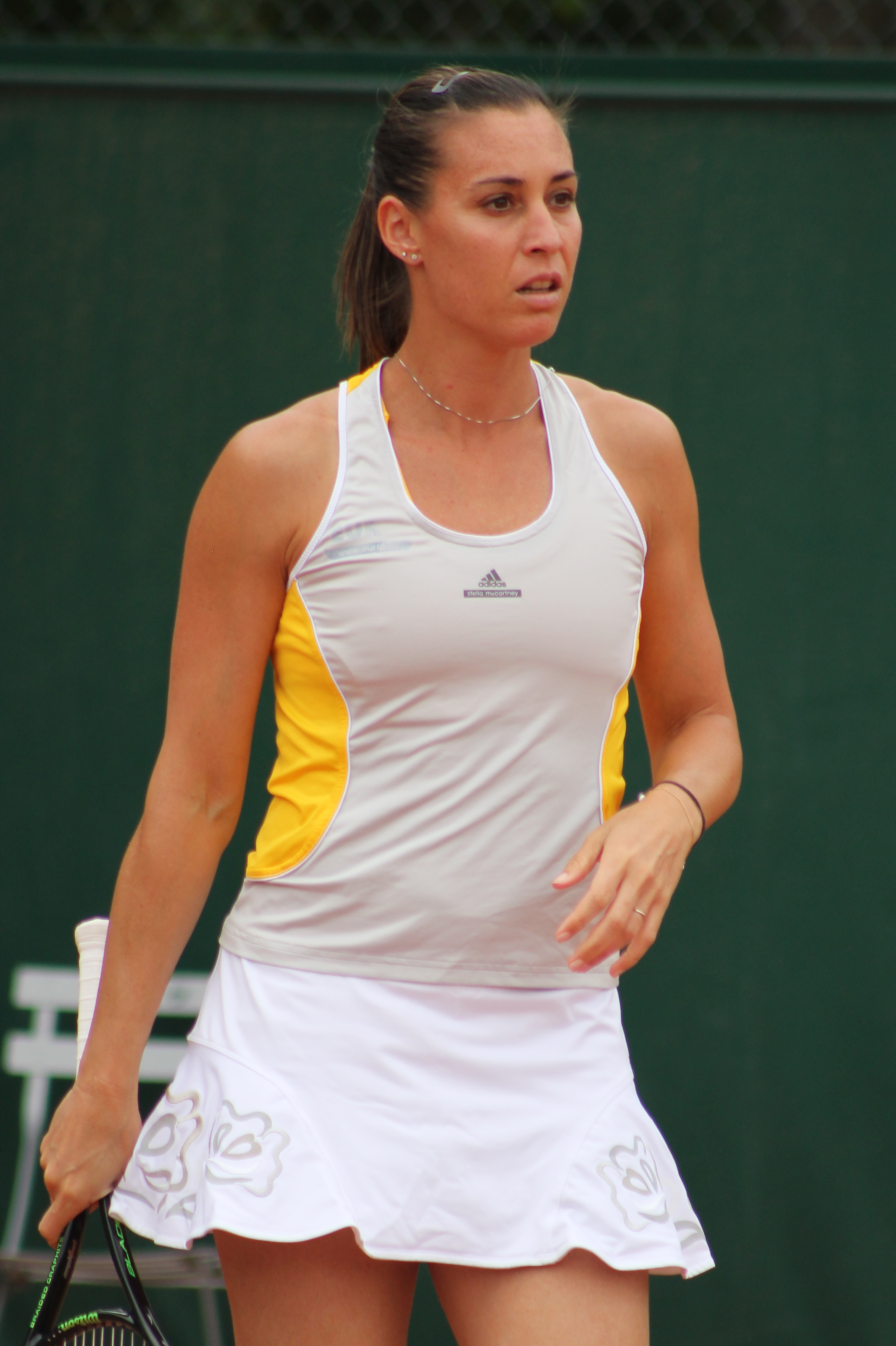
Pennettaová triumfovala na US Open a stala se první tenistkou historie, která získala premiérový grandslam až po 30. roce života

Mezi poslední osmičku hráček se podívala na Dubai Tennis Championships, kde ji zdolala Caroline Wozniacká. Titul obhajovala na Indian Wells Masters. Ve čtvrtfinále dohrála raketě Němky Sabine Lisické. Navazující Miami Open znamenal vyřazení v osmifinálové fázi s Rumunkou Simonou Halepovou. Ve čtvrtfinále Grand Prix SAR La Princesse Lalla Meryem ji porazila Tímea Babosová. Brzká vypadnutí utrpěla na větších antukových turnajích, Mutua Madrid Open a Rome Masters. Naopak postup do čtvrtého kola French Open představoval vyrovnání kariérního maxima. V něm jí však vystavila stopku Garbiñe Muguruzaová.
V travnaté části roku zůstala bez jediného vítězného zápasu. Na eastbourneském AEGON International skončila po nezvládnutém duelu s Ruskou Světlanou Kuzněcovovou a ve Wimbledonu její pouť završila Kazaška Zarina Dijasová. Během americké letní vypadla ve druhé fázi torontského Canada Masters, když skončila na raketě favorizované Sereny Williamsové. Na Western & Southern Open ji poté zastavila teenagerka Belinda Bencicová. V prvním kole opustila newhavenský Connecticut Open po nezvládnutém duelu s Magdalénou Rybárikovou. Vrchol kariéry přišel na US Open, na němž otočila čtvrtfinále proti Petře Kvitové, a po semifinálovém vítězství nad Halepovou, porazila i krajanku Robertu Vinciovou.Získala tak premiérový grandslamový titul ve dvouhře. Během turnaje oznámila, že po sezóně ukončí ve svých 33 letech profesionální kariéru. Na čínském Tianjin Open ji na úvod vyřadila kvalifikantka Ljudmyla Kičenoková a pekingský China Open znamenal opuštění ve třetím kole, když nenašla recept na Anastasiji Pavljučenkovovou. Poprvé v kariéře se kvalifikovala do dvouhry Turnaje mistryň.
Jako poslední se kvalifikovala 22. října 2015 Lucie Šafářová.

#### Lucie Šafářová
Sezónu rozehrála na Hopmanově poháru v družstvu s Pavláskem. Pár obsadil druhé místo čtyřčlenné základní skupiny. Prvním oficiálním turnajem se stal Apia International Sydney, kde skončila v prvním kole na raketě Samanthy Stosurové. Australian Open znamenal další rychlou porážku od Jaroslavy Švedovové. Na Fortis Diamond Games poprvé v kariéře podlehla Karolíně Plíškové. V navazujícím Dubai Tennis Championships skončila v téže fázi na raketě stejné soupeřky.

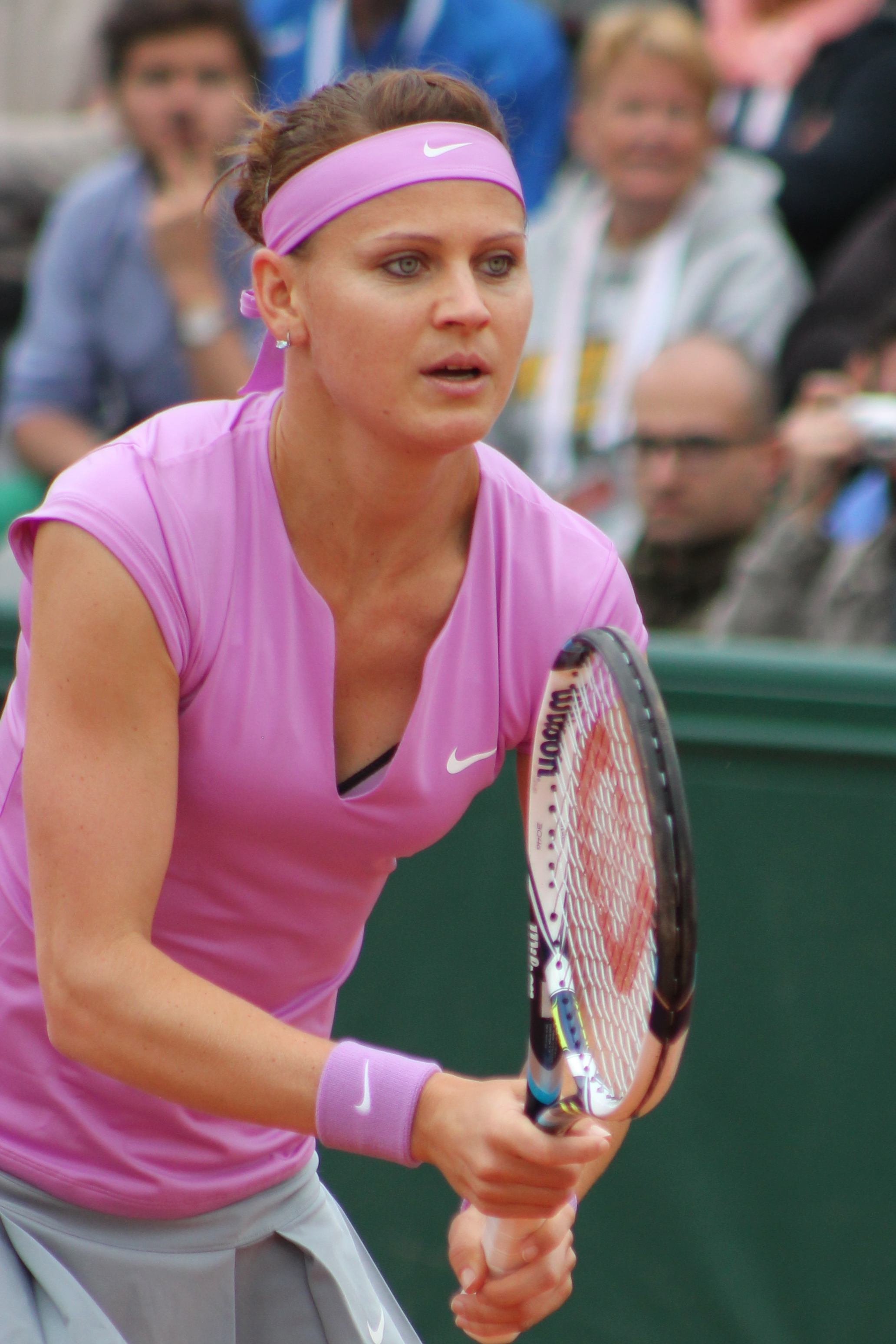
Šafářová se probojovala do finále French Open a zvítězila na katarském turnaji

Jako nenasazená vyhrála Qatar Total Open po zvládnutém finálovém boji s Viktorií Azarenkovou. BNP Paribas Open představoval opuštění turnaje ve třetí fázi po prohře s Elinou Svitolinovou. Na Miami Open nenašla recept na Johannu Larssonovou. J&T Banka Prague Open znamenal vyřazení v otevíracím duelu s Terezou Smitkovou. Mezi osmičkou hráček ji na Mutua Madrid Open zdolala Světlana Kuzněcovová a ve druhém kole její cestu pavoukem Rome Masters přerušila Alexandra Dulgheruová. Vrchol roku přišel na French Open, kde si zahrála premiérové grandslamové finále singlu. V něm však nestačila na favorizovanou Serenu Wiliamsovou.
Ve druhé fázi opustila travnatý AEGON International po duelu s Dominikou Cibulkovou. Wimbledonský pažit přinesl osmifinálové vyřazení od Coco Vandewegheové. Na srpnovém Canada Masters ji ve druhém kole přehrála Darja Gavrilovová. Naopak na Connecticut Open se probojovala až do finále, v němž ji posedmé v kariéře zastavila Petra Kvitová. O tři dny později její pouť newyorským US Open ukončila Lesja Curenková. Šafářová si však stěžovala na zranění břišního svalu. V polovině září se ke svalovým potížím přidružila týdenní hospitalizace pro bakteriální infekci. Na okruh se vrátila říjnovým Generali Ladies Linz, avšak dohrála v úvodním kole s Andreeou Mituovou. Také Kremlin Cup přinesl porážku v jejím úvodním zápasu proti Anastasiji Pavljučenkovové. Přesto se dokázala poprvé kvalifikovat na Turnaj mistryň, když jí pomohla moskevská čtvrtfinálová porážka Suárezové Navarrové a skreč Bacsinszké v prvním kole lucemburské události.

### Předešlý poměr vzájemných zápasů
|    |                     | Halep | Muguruza | Šarapova | Kvitová | Radwańska | Kerber | Pennetta | Šafářová | Celkem | Poměr |
| 1. | Simona Halepová     |       | 1–2      | 0–5      | 2–0     | 4–4       | 3–0    | 1–4      | 3–1      | 14–16  | 48–15 |
| 2. | Garbiñe Muguruzaová | 2–1   |          | 0–3      | 0–0     | 4–2       | 3–3    | 3–0      | 0–1      | 12–10  | 38–18 |
| 3. | Maria Šarapovová    | 5–0   | 3–0      |          | 6–3     | 12–2      | 4–3    | 2–3      | 4–2      | 36–13  | 34–8  |
| 4. | Petra Kvitová       | 0–2   | 0–0      | 3–6      |         | 6–2       | 4–2    | 3–4      | 7–0      | 23–16  | 35–13 |
| 5. | Agnieszka Radwańská | 4–4   | 2–4      | 2–12     | 2–6     |           | 6–5    | 5–3      | 1–4      | 22–38  | 48–23 |
| 6. | Angelique Kerberová | 0–3   | 3–3      | 3–4      | 2–4     | 5–6       |        | 2–4      | 1–1      | 16–25  | 48–19 |
| 7. | Flavia Pennettaová  | 4–1   | 0–3      | 3–2      | 4–3     | 3–5       | 4–2    |          | 1–4      | 19–20  | 27–16 |
| 8. | Lucie Šafářová      | 1–3   | 1–0      | 2–4      | 0–7     | 4–1       | 1–1    | 4–1      |          | 13–17  | 31–18 |

### Výsledky a body
Tabulka uvádí sezónní výsledky a odpovídající bodový zisk kvalifikovaných hráček a náhradnic Turnaje mistryň.
| Austr                          | French              | Wimbl      | US Open    | Indian W   | Miami      | Madrid     | Peking     | 1.         | 2.         | 1.        | 2.      | 3.        | 4.        | 5.        | 6.        |         |        |      |    |   |
| —                              | Serena Williamsová  | Titul 2000 | Titul 2000 | Titul 2000 | SF 780     | SF 390     | Titul 1000 | SF 390     | A 0        | Titul 900 | SF 350  | 16k 105   | 16k 30    | A 0       | A 0       |         |        | 9945 | 14 | 5 |
| 1.                             | Simona Halepová     | QF 430     | 64k 70     | 128k 10    | SF 780     | Titul 1000 | SF 390     | 64k 10     | 64k 10     | Titul 900 | F 585   | F 585     | SF 350    | Titul 280 | SF 185    | 16k 105 | QF 100 | 5790 | 17 | 3 |
| 2.                             | Garbiñe Muguruzaová | 16k 240    | QF 430     | F 1300     | 64k 70     | 32k 65     | 32k 65     | 32k 65     | Titul 1000 | F 585     | SF 350  | QF 100    | QF 100    | 16k 55    | 16k 55    | 16k 30  | 32k 1  | 4511 | 19 | 1 |
| 3.                             | Maria Šarapovová    | F 1300     | 16k 240    | SF 780     | A 0        | 16 120     | 64k 10     | SF 390     | A 0        | Titul 900 | 32k 1   | Titul 470 | SF 110    | 16k 1     | A 0       | A 0     | A 0    | 4322 | 16 | 2 |
| 4.                             | Petra Kvitová       | 32k 130    | 16k 240    | 32k 130    | QF 430     | A 0        | A 0        | Titul 1000 | 64k 10     | QF 190    | 16k 105 | Titul 470 | Titul 470 | SF 110    | 1k6 105   | QF 100  | 32k 1  | 3491 | 18 | 3 |
| 5.                             | Agnieszka Radwańská | 16k 240    | 128k 10    | SF 780     | 32k 130    | 32k 65     | 16k 120    | 16k 120    | SF 390     | QF 190    | 16k 105 | Titul 470 | F 305     | Titul 280 | SF 110    | SF 110  | A 0    | 3425 | 23 | 2 |
| 6.                             | Angelique Kerberová | 128k 10    | 32k 130    | 32k 130    | 32k 130    | R64k 10    | 32k 65     | 64k 10     | QF 215     | SF 350    | 16k 105 | Titul 470 | Titul 470 | Titul 470 | Titul 470 | SF 185  | F 180  | 3400 | 24 | 4 |
| 7.                             | Flavia Pennettaová  | 128k 10    | 16k 240    | 128k 10    | Titul 2000 | QF 215     | 16k 120    | 64k 10     | 16k 120    | QF 190    | 32k 60  | QF 100    | 32k 60    | QF 60     | 16k 55    | 64k 1   | 32k 1  | 3252 | 19 | 1 |
| 8.                             | Lucie Šafářová      | 128k 10    | F 1300     | 16k 240    | 128k 10    | 32k 65     | 64k 10     | QF 215     | A 0        | QF 190    | QF 190  | Titul 470 | F 305     | QF 100    | 32k 60    | 16k 55  | 32k 1  | 3221 | 21 | 1 |
| Náhradnice                     |                     |            |            |            |            |            |            |            |            |           |         |           |           |           |           |         |        |      |    |   |
| 9.                             | Timea Bacsinszká    | 32k 130    | SF 780     | QF 430     | 128k 10    | QF 215k    | A 0        | 64k 10     | F 650      | 16k 105   | 64k 1   | Titul 280 | Titul 280 | F 180     | QF 60     | 64k 1   | 32k 1  | 3133 | 16 | 2 |
| 10.                            | Venus Williamsová   | QF 430     | 128k 10    | 16k 240    | QF 430     | A 0        | QF 215     | 64k 10     | 32k 10     | Titul 900 | 16k 105 | Titul 280 | SF 185    | SF 110    | 16k 105   | 32k 60  | 64k 1  | 3091 | 17 | 2 |
| náhradnice odhlášení z turnaje |                     |            |            |            |            |            |            |            |            |           |         |           |           |           |           |         |        |      |    |   |

| Legenda | Legenda                   | Legenda | Legenda             |
| ------- | ------------------------- | ------- | ------------------- |
| A       | neúčast hráčky na turnaji | 64k     | 64 hráček v kole    |
| QF      | prohra ve čtvrtfinále     | 32k     | 32 hráček v kole    |
| SF      | prohra v semifinále       | 16k     | 16 hráček v kole    |
| F       | prohra ve finále          | Titul   | vítězství v turnaji |
| 0/2000  | získané body na turnaji   |         |                     |

## Čtyřhra

### Kvalifikované páry
| Pořadí                                           | pár                                             | body  | tours | kvalifikován |
| ------------------------------------------------ | ----------------------------------------------- | ----- | ----- | ------------ |
| 1.                                               | Martina Hingisová / Sania Mirzaová              | 5 886 | 9     | 11. července |
| 2.                                               | Bethanie Matteková-Sandsová / Lucie Šafářová    | 6 390 | 8     | 16. srpna    |
| —                                                | Casey Dellacquová / Jaroslava Švedovová         | 4 721 | 7     | 15. září     |
| —                                                | Jelena Vesninová / Jekatěrina Makarovová        | 4 586 | 10    | 15. září     |
| 3.                                               | Tímea Babosová / Kristina Mladenovicová         | 4 235 | 17    | 5. října     |
| 4.                                               | Katarina Srebotniková / Caroline Garciaová      | 3 705 | 18    | 8. října     |
| 5.                                               | Čan Chao-čching / Čan Jung-žan                  | 3 705 | 13    | 9. října     |
| 6.                                               | Raquel Kopsová-Jonesová / Abigail Spearsová     | 3 280 | 19    | 17. října    |
| 7.                                               | Andrea Hlaváčková / Lucie Hradecká              | 3 130 | 17    | 20. října    |
| 8.                                               | Garbiñe Muguruzaová / Carla Suárezová Navarrová | 3 100 | 13    | 22. října    |
| bílá skupina červená skupina odhlášení z turnaje |                                                 |       |       |              |

### Předešlý poměr vzájemných zápasů
|    |                                               | Hingis Mirza | Mattek-Sands Šafářová | Babos Mladenovic | Garcia Srebotnik | Čan | Kops-Jones Spears | Hlaváčková Hradecká | Muguruza Navarro | Celkem | Poměry |
| 1. | Martina Hingisová Sania Mirzaová              |              | 0–2                   | 1–1              | 1–2              | 4–1 | 2–0               | 0–0                 | 0–0              | 8–6    | 50–7   |
| 2. | Bethanie Mattek-Sandsová Lucie Šafářová       | 2–0          |                       | 1–0              | 3–0              | 0–0 | 0–1               | 1–0                 | 0–0              | 7–1    | 28–4   |
| 3. | Tímea Babosová Kristina Mladenovicová         | 1–1          | 0–1                   |                  | 2–0              | 0–0 | 0–2               | 0–0                 | 1–1              | 4–5    | 31–14  |
| 4. | Caroline Garciaová Katarina Srebotniková      | 2–1          | 0–3                   | 0–2              |                  | 0–1 | 0–0               | 0–0                 | 0–0              | 2–7    | 31–17  |
| 5. | Čan Chao-čching Čan Jung-žan                  | 1–4          | 0–0                   | 0–0              | 1–0              |     | 1–2               | 1–0                 | 0–1              | 4–7    | 28–9   |
| 6. | Raquel Kops-Jonesová Abigail Spearsová        | 0–2          | 1–0                   | 2–0              | 0–0              |     |                   | 0–1                 | 0–0              | 3–3    | 30–16  |
| 7. | Andrea Hlaváčková Lucie Hradecká              | 0–0          | 0–1                   | 0–0              | 0–0              | 0–1 | 1–1               |                     | 0–1              | 1–4    | 32–17  |
| 8. | Garbiñe Muguruzaová Carla Suárezová Navarrová | 0–0          | 0–0                   | 1–1              | 0–0              | 1–0 | 0–0               | 1–0                 |                  | 3–1    | 23–11  |

### Výsledky a body
Tabulka uvádí sezónní výsledky a odpovídající bodový zisk kvalifikovaných párů a náhradnic Turnaje mistryň.
| Poř.                           | Dvojice                                                   | Nejlepší bodový zisk | Nejlepší bodový zisk | Nejlepší bodový zisk | Nejlepší bodový zisk | Nejlepší bodový zisk | Nejlepší bodový zisk | Nejlepší bodový zisk | Nejlepší bodový zisk | Nejlepší bodový zisk | Nejlepší bodový zisk | Nejlepší bodový zisk | Body   | Turnaje | T i t u l y |
| Poř.                           | Dvojice                                                   | 1.                   | 2.                   | 3.                   | 4.                   | 5.                   | 6.                   | 7.                   | 8.                   | 9.                   | 10.                  | 11.                  | Body   | Turnaje | T i t u l y |
| ------------------------------ | --------------------------------------------------------- | -------------------- | -------------------- | -------------------- | -------------------- | -------------------- | -------------------- | -------------------- | -------------------- | -------------------- | -------------------- | -------------------- | ------ | ------- | ----------- |
| 1                              | Martina Hingisová (SUI) Sania Mirzaová (IND)              | Titul 2000           | Titul 2000           | Titul 1000           | Titul 1000           | Titul 1000           | Titul 900            | F 585                | Titul 470            | QF 430               | SF 350               | SF 350               | 10 085 | 15      | 8           |
| 2                              | Bethanie Mattek-Sandsová (USA) Lucie Šafářová (CZE)       | Titul 2000           | Titul 2000           | Titul 900            | Titul 470            | QF 430               | SF 390               | QF 190               | 32k 10               |                      |                      |                      | 6 390  | 8       | 4           |
| —                              | Casey Dellacquová Jaroslava Švedovová                     | F 1300               | F 1300               | Titul 1000           | F 585                | QF 430               | SF 390               | 16k 105              | 32k 1                |                      |                      |                      | 5 111  | 8       | 1           |
| —                              | Jekatěrina Makarovová Jelena Vesninová                    | F 1300               | SF 780               | F 650                | F 650                | QF 430               | QF 215               | QF 190               | SF 185               | SF 185               | 32k 1                |                      | 4 586  | 10      | 0           |
| 3.                             | Tímea Babosová (HUN) Kristina Mladenovicová (FRA)         | Titul 900            | Titul 900            | SF 780               | SF 390               | Titul 280            | 16k 240              | QF 215               | QF 190               | SF 185               | 32k 130              | 32k 130              | 4 340  | 18      | 3           |
| 4.                             | Caroline Garciaová (FRA) Katarina Srebotniková (SLO)      | F 585                | Titul 470            | QF 430               | SF 350               | SF 350               | F 305                | F 305                | 16k 240              | 16k 240              | QF 215               | QF 215               | 3 705  | 18      | 1           |
| 5.                             | Čan Chao-čching (TPE) Čan Jung-žan (TPE)                  | Titul 900            | F 650                | QF 430               | SF 350               | F 305                | Titul 280            | Titul 280            | QF 190               | Titul 160            | QF 100               | QF 60                | 3 705  | 13      | 4           |
| 6.                             | Raquel Kops-Jonesová (USA) Abigail Spearsová (USA)        | SF 780               | Titul 470            | QF 430               | F 305                | Titul 280            | Titul 280            | R16 240              | QF 190               | SF 185               | 16k 120              | QF 100               | 3 380  | 19      | 3           |
| 7.                             | Andrea Hlaváčková (CZE) Lucie Hradecká (CZE)              | SF 780               | SF 390               | SF 350               | F 305                | 16 240               | QF 215               | F 180                | F 180                | 32k 130              | 32k 130              | 16k 120              | 3 130  | 17      | 0           |
| 8.                             | Carla Suárez Navarrová (ESP) Garbiñe Muguruzaová (ESP)    | F 650                | F 585                | Titul 470            | Titul 470            | QF 190               | 32k 130              | 32k 130              | 32k 130              | 16k 120              | 16k 120              | 16k 105              | 3 100  | 13      | 2           |
| Náhradnice                     |                                                           |                      |                      |                      |                      |                      |                      |                      |                      |                      |                      |                      |        |         |             |
| 9.                             | Alla Kudrjavcevová (RUS) Anastasija Pavljučenkovová (RUS) | QF 430               | SF 350               | SF 350               | 16k 240              | 16k 240              | SF 185               | 32k 130              | 16k 120              | 16k 120              | 16k 120              | 16k 120              | 2 405  | 14      | 0           |
| náhradnice odhlášení z turnaje |                                                           |                      |                      |                      |                      |                      |                      |                      |                      |                      |                      |                      |        |         |             |

| Legenda | Legenda                   | Legenda | Legenda             |
| ------- | ------------------------- | ------- | ------------------- |
| A       | neúčast hráčky na turnaji | 64k     | 64 hráček v kole    |
| QF      | prohra ve čtvrtfinále     | 32k     | 32 hráček v kole    |
| SF      | prohra v semifinále       | 16k     | 16 hráček v kole    |
| F       | prohra ve finále          | Titul   | vítězství v turnaji |
| 0/2000  | získané body na turnaji   |         |                     |

## Turnaj vycházejících hvězd
Turnaj mistryň podruhé hostil exhibiční soutěž vycházejících hvězd – WTA Rising Stars Invitational, která se odehrála mezi 22. až 25. říjnem 2015 v singapurské OCBC Arena. Finále proběhlo na centrálním dvorci Singapore Indoor Stadium. Čtyři tenistky, které nepřesáhly věk 23 let, byly vybrány více než dvěma miliony fanoušků ze 137 zemí.. Dvě účastnice vzešly z asijsko-pacifického regionu a další dvě ze zbytku světa. Vítězkou se stala Japonka Naomi Ósakaová, která ve finále zdolala francouzskou hráčku Caroline Garciaovou.
Poprvé se hrálo na dva vítězné sety do čtyř gamů bez výhody. Po shodě následoval vítězný bod hry. Za stavu 4–4 rozhodoval standardní sedmibodový tiebreak.

### Přehled hráček
| Asijsko-pacifický region | Asijsko-pacifický region | Asijsko-pacifický region | Asijsko-pacifický region |
| tenistka | stát                     | narození (věk)           | WTA                      |
| --- | ------------------------ | ------------------------ | ------------------------ |
| Ču Lin | Čína                     | 28. ledna 1994 (21 let)  | 161.                     |
| Naomi Ósakaová | Japonsko                 | 16. října 1997 (18 let)  | 202.                     |
| Další nominované tenistky |                          |                          |                          |
| Risa Ozakiová, Misa Egučiová, Eri Hozumiová, Jang Čao-süan, Liou Fang-čou |                          |                          |                          |
| Kvalifikační kritéria |                          |                          |                          |
| - věk 23 let a méně při zahájení turnaje, tj. narození do 20. října 1992 (včetně), a - na žebříčku WTA do 150. místa v první pondělí US Open, nebo - vyhraný zápas v hlav. soutěži turnaje Premier či International, a/nebo finalistka turnaje WTA 125K Series |                          |                          |                          |
| Zbytek světa |                          |                          |                          |
| tenistka | stát                     | narození (věk)           | WTA                      |
| Caroline Garciaová | Francie                  | 16. října 1993 (22 let)  | 35.                      |
| Ons Džabúrová | Tunisko                  | 28. srpna 1994 (21 let)  | 172.                     |
| Další nominované tenistky |                          |                          |                          |
| Magda Linetteová, Lara Arruabarrenová, María Teresa Torrová Florová, Bojana Jovanovská, Barbora Krejčíková, Sachia Vickeryová, Louisa Chiricová, Kristýna Plíšková, Jelizaveta Kuličkovová                                                                     |                          |                          |                          |
| Kvalifikační kritéria |                          |                          |                          |
| - věk 23 let a méně při zahájení turnaje, tj. narození do 20. října 1992 (včetně), a - na žebříčku WTA do 50. místa v první pondělí US Open, nebo - účast v semifinále Grand Slamu, turnaje Premier či International                                           |                          |                          |                          |

## Turnaj legend
Podruhé v historii hostil Turnaj mistryň soutěž legend – Legends Classic Invitational, jenž se odehrál mezi 27.–29. říjnem 2015. Soutěže deblového formátu se zúčastnily čtyři ženské legendy, vedené nejúspěšnější hráčkou závěrečné události ženského okruhu Martinou Navrátilovou, která vyhrála osmkrát dvouhru a jedenáctkrát čtyřhru. Další bývalou šampiónkou, jež nastoupila na dvorec, se stala nejmladší vítězka turnaje WTA Tour v historii Tracy Austinová. Poprvé startovala španělská finalistka z roku 1993 Arantxa Sánchezová Vicariová a účastnice doplnila doplnila obhájkyně titulu z předchozího ročníku Marion Bartoliová.
V každém ze tří utkání čtyřhry si hráčky vždy vyměnily spoluhráčku, čímž každá legenda odehrála pouze jeden zápas se stejnou partnerkou. Tenistka s nejvíce výhrami, případně nejlepším poměrem her, se stala celkovou vítězkou. Trofej si po dvou výhrách odvezla Čechoameričanka Martina Navrátilová.

## Průběh turnaje

### 1. den: 22. října 2015
| Soutěž             | vítězky                | poražené           | výsledek      |
| ------------------ | ---------------------- | ------------------ | ------------- |
| Vycházející hvězdy | Ču Lin [2]             | Ons Džabúrová [3]  | 4–1, 4–2      |
| Vycházející hvězdy | Caroline Garciaová [1] | Naomi Ósakaová [4] | 4–1, 1–4, 4–1 |

### 2. den: 23. října 2015
| Soutěž             | vítězky                | poražené           | výsledek           |
| ------------------ | ---------------------- | ------------------ | ------------------ |
| Vycházející hvězdy | Ons Džabúrová [3]      | Naomi Ósakaová [4] | 2–4, 5–4(7–0), 4–1 |
| Vycházející hvězdy | Caroline Garciaová [1] | Ču Lin [2]         | 5–3, 5–4(7–2)      |

### 3. den: 24. října 2015
| Soutěž             | vítězky                | poražené          | výsledek           |
| ------------------ | ---------------------- | ----------------- | ------------------ |
| Vycházející hvězdy | Naomi Ósakaová [4]     | Ču Lin [2]        | 4–2, 2–4, 5–4(7–4) |
| Vycházející hvězdy | Caroline Garciaová [1] | Ons Džabúrová [3] | 4–0, 4–5(6–8), 4–2 |

### 4. den: 25. října 2015
| Soutěž             | skupina | vítězky                                     | poražené                                          | výsledek           |
| ------------------ | ------- | ------------------------------------------- | ------------------------------------------------- | ------------------ |
| Čtyřhra            | bílá    | Bethanie Mattek-Sandsová Lucie Šafářová [2] | Garbiñe Muguruzaová Carla Suárezová Navarrová [8] | 6–3, 7–6(7–1)      |
| Vycházející hvězdy | —       | Naomi Ósakaová [4]                          | Caroline Garciaová [1]                            | 3–5, 5–4(8–6), 4–1 |
| Dvouhra            | červená | Simona Halepová [1]                         | Flavia Pennettaová [7]                            | 6–0, 6–3           |
| Dvouhra            | červená | Maria Šarapovová [3]                        | Agnieszka Radwańská [5]                           | 4–6, 6–3, 6–4      |
| Čtyřhra            | červená | Andrea Hlaváčková Lucie Hradecká [7]        | Tímea Babosová Kristina Mladenovicová [4]         | 6–2, 6–1           |

### 5. den: 26. října 2015
| Soutěž  | skupina | vítězky                              | poražené                                      | výsledek      |
| ------- | ------- | ------------------------------------ | --------------------------------------------- | ------------- |
| Čtyřhra | bílá    | Čan Chao-čching Čan Jung-žan [3]     | Caroline Garciaová Katarina Srebotniková [5]  | 6–4, 7–6(7–5) |
| Dvouhra | bílá    | Garbiñe Muguruzaová [2]              | Lucie Šafářová [8]                            | 6–3, 7–6(7–4) |
| Dvouhra | bílá    | Angelique Kerberová [6]              | Petra Kvitová [4]                             | 6–2, 7–6(7–3) |
| Čtyřhra | červená | Martina Hingisová Sania Mirzaová [1] | Raquel Kopsová-Jonesová Abigail Spearsová [6] | 6–4, 6–2      |

### 6. den: 27. října 2015
| Soutěž  | skupina | vítězky                                           | poražené                                    | výsledek      |
| ------- | ------- | ------------------------------------------------- | ------------------------------------------- | ------------- |
| Čtyřhra | bílá    | Čan Chao-čching Čan Jung-žan [3]                  | Bethanie Mattek-Sandsová Lucie Šafářová [2] | 6–2, 6–2      |
| Dvouhra | červená | Flavia Pennettaová [7]                            | Agnieszka Radwańská [5]                     | 7–6(7–5), 6–4 |
| Legendy | —       | Tracy Austinová Arantxa Sánchezová Vicariová      | Marion Bartoliová Martina Navrátilová       | 8–5           |
| Dvouhra | červená | Maria Šarapovová [3]                              | Simona Halepová [1]                         | 6–4, 6–4      |
| Čtyřhra | bílá    | Garbiñe Muguruzaová Carla Suárezová Navarrová [8] | Caroline Garciaová Katarina Srebotniková    | 7–5, 6–2      |

### 7. den: 28. října 2015
| Soutěž  | skupina | vítězky                                          | poražené                                      | výsledek      |
| ------- | ------- | ------------------------------------------------ | --------------------------------------------- | ------------- |
| Čtyřhra | červená | Tímea Babosová Kristina Mladenovicová [4]        | Raquel Kopsová-Jonesová Abigail Spearsová [6] | 7–6(7–5), 6–2 |
| Dvouhra | bílá    | Petra Kvitová [4]                                | Lucie Šafářová [8]                            | 7–5, 7–5      |
| Legendy | —       | Arantxa Sánchezová Vicariová Martina Navrátilová | Tracy Austinová Marion Bartoliová             | 2–4, 4–0, 4–0 |
| Dvouhra | bílá    | Garbiñe Muguruzaová [2]                          | Angelique Kerberová [6]                       | 6–4, 6–4      |
| Čtyřhra | červená | Martina Hingisová Sania Mirzaová [1]             | Andrea Hlaváčková Lucie Hradecká [7]          | 6–3, 6–4      |

### 8. den: 29. října 2015
| Soutěž  | skupina | vítězky                                           | poražené                                       | výsledek      |
| ------- | ------- | ------------------------------------------------- | ---------------------------------------------- | ------------- |
| Čtyřhra | bílá    | Garbiñe Muguruzaová Carla Suárezová Navarrová [8] | Čan Chao-čching Čan Jung-žan [3]               | 7–5, 6–4      |
| Dvouhra | červená | Agnieszka Radwańská [5]                           | Simona Halepová [1]                            | 7–6(7–5), 6–1 |
| Legendy | —       | Tracy Austinová Martina Navrátilová               | Arantxa Sánchezová Vicariová Marion Bartoliová | 4–2, 4–1      |
| Dvouhra | červená | Maria Šarapovová [3]                              | Flavia Pennettaová [7]                         | 7–5, 6–1      |
| Čtyřhra | bílá    | Caroline Garciaová Katarina Srebotniková [5]      | Bethanie Mattek-Sandsová Lucie Šafářová [2]    | 6–2, 3–0skreč |

### 9. den: 30. října 2015
| Soutěž  | skupina | vítězky                                       | poražené                                  | výsledek         |
| ------- | ------- | --------------------------------------------- | ----------------------------------------- | ---------------- |
| Čtyřhra | červená | Martina Hingisová Sania Mirzaová [1]          | Tímea Babosová Kristina Mladenovicová [4] | 6–4, 7–5         |
| Dvouhra | bílá    | Garbiñe Muguruzaová [2]                       | Petra Kvitová [4]                         | 6–4, 4–6, 7–5    |
| Dvouhra | bílá    | Lucie Šafářová [8]                            | Angelique Kerberová [6]                   | 6–4, 6–3         |
| Čtyřhra | červená | Raquel Kopsová-Jonesová Abigail Spearsová [6] | Andrea Hlaváčková Lucie Hradecká [7]      | 6–3, 3–6, [11–9] |

### 10. den: 31. října 2015
| Soutěž  | fáze       | vítězky                                           | poražené                             | výsledek           |
| ------- | ---------- | ------------------------------------------------- | ------------------------------------ | ------------------ |
| Čtyřhra | semifinále | Martina Hingisová Sania Mirzaová [1]              | Čan Chao-čching Čan Jung-žan [3]     | 6–4, 6–2           |
| Dvouhra | semifinále | Agnieszka Radwańská [5]                           | Garbiñe Muguruzaová [2]              | 6–7(5–7), 6–3, 7–5 |
| Dvouhra | semifinále | Petra Kvitová [4]                                 | Maria Šarapovová [3]                 | 6–3, 7–6(7–3)      |
| Čtyřhra | semifinále | Garbiñe Muguruzaová Carla Suárezová Navarrová [8] | Andrea Hlaváčková Lucie Hradecká [7] | 7–6(8–6), 6–0      |

### 11. den: 1. listopadu 2015
| Soutěž  | fáze   | vítězky                              | poražené                                          | výsledek      |
| ------- | ------ | ------------------------------------ | ------------------------------------------------- | ------------- |
| Čtyřhra | finále | Martina Hingisová Sania Mirzaová [1] | Garbiñe Muguruzaová Carla Suárezová Navarrová [8] | 6–0, 6–3      |
| Dvouhra | finále | Agnieszka Radwańská [5]              | Petra Kvitová [4]                                 | 6–2, 4–6, 6–3 |